# Балажов потік
Балажов потік (словац. Balážov potok) — річка; ліва притока Малини, протікає в окрузі Малацьки.
Довжина приблизно 6,5—8,0 км. Витік знаходиться в  Борській низовині — на висоті приблизно 180 метрів.
Протікає територією полігону Загір'я  і міста Малацьки.. Впадає в Малину на висоті приблизно 147 метрів.